# Retrato de Charles Le Coeur
El Retrato de Charles Le Coeur es un óleo sobre lienzo realizado por Pierre-Auguste Renoir en 1874.
La pintura muestra al arquitecto Charles Le Coeur, amigo de Renoir. La inscripción que puede leerse en el ángulo superior derecho, Ô Galand Jard (Au Galand Jardinier), es una dedicatoria a Le Coeur, retratado en su propio jardín de Fontenay-aux-Roses fumando ante el pintor. Actualmente se conserva en el Museo de Orsay.